# Señal de Ayuda

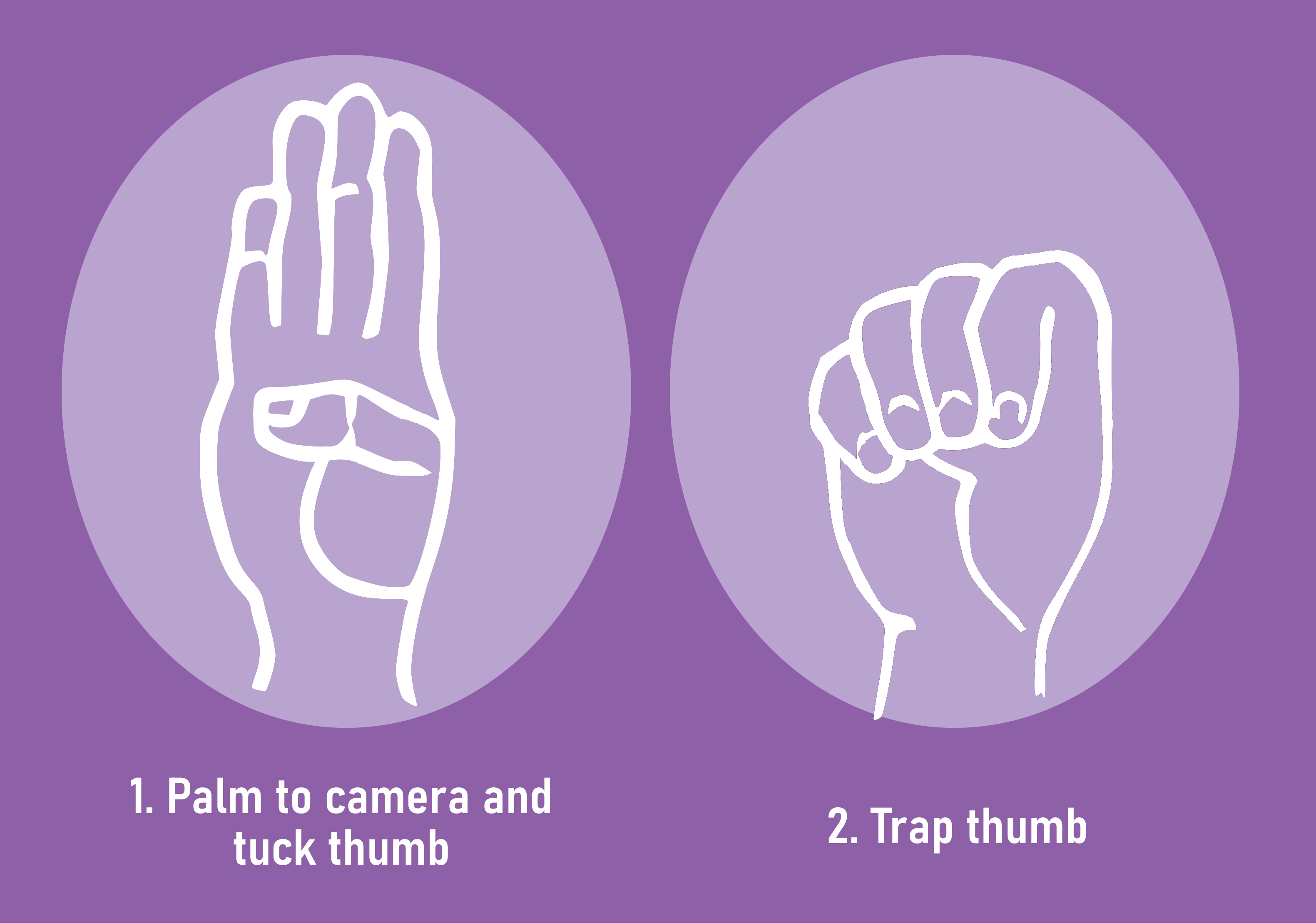
La Señal de Ayuda: # Palma hacia la cámara y pliegue el pulgar # Encierre el pulgar

La Señal de Ayuda, también denominada Señal de Ayuda de la Violencia en el Hogar, Señal de ayuda para víctimas de violencia machista o Señal de ayuda contra la violencia de género y en inglés Signal for Help, es una señal internacional de socorro en casos de violencia machista.
Se trata de un gesto con una sola mano que una mujer puede usar durante una videollamada o en persona para alertar a los demás de que se siente amenazada y necesita ayuda. Originalmente, la señal se creó como una herramienta para combatir el aumento de casos de violencia doméstica en todo el mundo vinculados a medidas de confinamiento relacionadas con la pandemia de COVID-19.
La señal se realiza levantando una mano con el pulgar metido en la palma, luego doblando los otros cuatro dedos hacia abajo, atrapando simbólicamente el pulgar con el resto de los dedos. Fue diseñado intencionalmente como un solo movimiento continuo de la mano, en lugar de un letrero sostenido en una posición, para que pudiera hacerse fácilmente visible.
Fue creada en abril de 2020, durante los primeros meses de la pandemia de Covid-19, por la Canadian Women’s Foundation. El objetivo era ofrecer a las mujeres una forma discreta y silenciosa de pedir ayuda, especialmente en situaciones de confinamiento donde muchas víctimas estaban aisladas con sus agresores y no podían comunicarse de otra manera. La difusión de la señal se realizó principalmente a través de redes sociales, campañas mediáticas, colaboraciones con organizaciones feministas y de derechos humanos.
Fue presentada el 14 de abril de 2020. Pronto se extendió internacionalmente después de que la Women's Funding Network (WFN) lo adoptó. Recibió elogios generalizados de organizaciones de noticias locales, nacionales,[cita requerida] e internacionales por ayudar a proporcionar una solución moderna al problema del aumento de los casos de violencia doméstica. Se adoptó en más de 40 países, convirtiéndose en una herramienta reconocida internacionalmente para alertar sobre situaciones de violencia de género sin dejar rastro digital. La campaña fue desarrollada en conjunto con la agencia Juniper Park\TBWA, que ayudó a definir el gesto y a lanzarlo como una campaña global, especialmente pensada para ser utilizada en videollamadas y situaciones donde la víctima no pudiera hablar abiertamente.
Ante la preocupación de que los maltratadores pudieran tener conocimiento de una iniciativa en línea tan extendida, la Canadian Women’s Foundation y otras organizaciones aclararon que esta señal no es "algo que vaya a salvar el día", sino más bien, una herramienta que alguien podría usar para obtener ayuda.
La campaña advierte que si alguien ve a una persona usando la señal en una videollamada, debe comunicarse mediante otra forma de contacto (como un mensaje de texto o correo electrónico) para hacer preguntas de sí o no que sean más fáciles de responder, y solo contactar a los servicios de emergencia si el comunicante se lo pide explícitamente.